# Jiří Pták
Jiří Pták (Děčín, Checoslovaquia 24 de marzo de 1946) es un deportista checoslovaco que compitió en remo como timonel.
Ganó cuatro medallas en el Campeonato Mundial de Remo entre los años 1977 y 1989, y una medalla en el Campeonato Europeo de Remo de 1973.

## Palmarés internacional
| Campeonato Mundial | Campeonato Mundial        | Campeonato Mundial | Campeonato Mundial |
| Año                | Lugar                     | Medalla            | Prueba             |
| ------------------ | ------------------------- | ------------------ | ------------------ |
| 1977               | Ámsterdam (Países Bajos)  | Medalla de bronce  | Dos con timonel    |
| 1978               | Cambridge (Nueva Zelanda) | Medalla de plata   | Dos con timonel    |
| 1982               | Lucerna (Suiza)           | Medalla de plata   | Cuatro con timonel |
| 1989               | Bled (Yugoslavia)         | Medalla de plata   | Cuatro con timonel |
| Campeonato Europeo |                           |                    |                    |
| Año                | Lugar                     | Medalla            | Prueba             |
| 1973               | Moscú (URSS)              | Medalla de plata   | Ocho con timonel   |